# Chitina River
Der Chitina River ist ein etwa 180 Kilometer langer linker Nebenfluss des Copper Rivers im Süden des US-Bundesstaats Alaska. 

## Verlauf
Der Chitina River entspringt nahe der Grenze zum kanadischen Yukon-Territorium im Wrangell-St.-Elias-Nationalpark. Der Chitina River wird von einem namenlosen Gletscher südlich des Chitina-Gletschers gespeist. Er fließt anfangs vier Kilometer nach Norden. Anschließend fließt er entlang dem Südrand des Chitina-Gletschers westnordwestwärts. Unterhalb der Gletscherzunge des Chitina-Gletschers setzt er seinen Kurs fort und mündet bei Chitina in den Copper River, der in den Golf von Alaska fließt.

## Nebenflüsse
Linke Nebenflüsse des Chitina River sind der Goat Creek, der Kiagna River, der Tana River, der Chakina River und der Tebay River. In das rechte Flussufer münden der Nizina River, der Gilahina River und der Kuskulana River.

## Name
Henry Tureman Allen dokumentierte im Jahr 1885 „Chittyna“ als Bezeichnung der Ureinwohner Alaskas für den Fluss. Bereits 1870 waren die Namen „Chechitno“ und „Chetchitno“ aufgezeichnet worden.